# Zhang Yan (tenista)
Zhang Yan (nacido el 25 de julio de 1967 ) es un jugador de tenis de mesa chino. Ha ganado cinco medallas en tres Juegos Paralímpicos (2004, 2008 y 2012).

## Biografía
Cuando era niño, mostró un talento especial en el tenis de mesa, y fue seleccionado para el equipo juvenil de Zhengzhou, viviendo fuera de casa, cuando tenía solo ocho años. Cuando tenía diez años, tuvo un inicio agudo de artritis reumatoide, que lo debilitó lentamente.

## Vida personal
Zhang Yan está casado con su compañero de equipo nacional, Ren Guixiang. La pareja tiene una hija juntos.